# 鳗鳅科
鳗鳅科是輻鰭魚綱合鰓目的其中一科。

## 分類
鳗鳅科下分5個屬，如下：

### 線面鰍屬（Bihunichthys）
- - 似單鰭線面鰍（Bihunichthys monopteroides）

### 鰻鰍屬（Chaudhuria）
- - 鰻鰍（Chaudhuria caudata）：又稱大尾鰻鰍。
  - 寮國鰻鰍（Chaudhuria fusipinnis）
  - 里特氏鰻鰍（Chaudhuria ritvae）

### 麵條鰍屬（Chendol）
- - 祈麟麵條鰍（Chendol keelini）
  - 溜滑麵條鰍（Chendol lubricus）

### 卡氏鰻鰍屬（Garo）
- - 卡氏鰻鰍（Garo khajuriai）：又稱卡氏印鰻鰍。

### 龍鰻鰍屬（Nagaichthys）
- - 紅胸龍鰻鰍（Nagaichthys filipes）

### 印鰻鰍屬（Pillaia）
- - 印鰻鰍（Pillaia indica）
  - 克欽印鰻鰍（Pillaia kachinica）